# Jennie Johansson
Jennie Caroline Eleonore Johansson, född 15 juni 1988 i Hedemora, är en svensk simmerska som sedan 2014 tävlar för SK Neptun i Stockholm; tidigare tävlade hon för Upsala Simsällskap.
Jennie Johansson har elva EM-medaljer, 20 individuella SM-guld och blev världsmästarinna på 50 meter bröstsim 2015. Vid de olympiska spelen i London 2012 simmade hon semifinal på 100 meter bröstsim, en prestation hon upprepade i  OS i Rio 2016. Jennie Johansson är svensk rekordhållerska på 50 meter och 100 meter bröstsim i lång- och kortbana.
I mars 2018 avslutade Johansson sin elitkarriär.

## Karriär

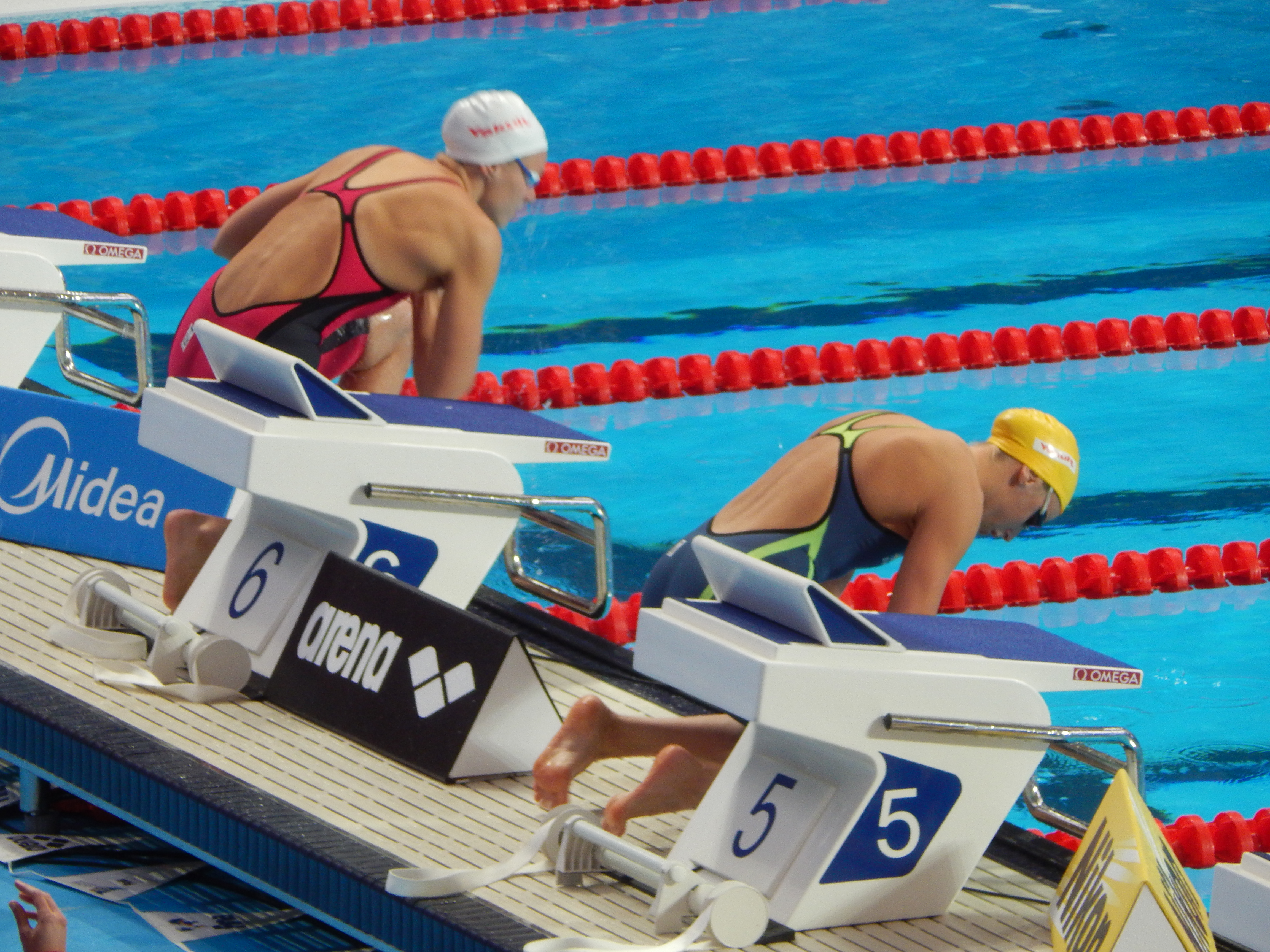
Jennie Johansson, närmast i bild, i Kazan 2015

Johansson fick sitt internationella genombrott när hon i sitt första internationella mästerskap tog brons på 100 meter bröstsim i kortbane-EM 2009. År 2010 vid långbane-EM tog hon överraskande silver på 100 meter bröstsim och brons på 50 meter bröstsim. Vid långbane-EM i Debrecen 2012 tog hon silver i 100 meter bröstsim.
Vid Europamästerskapen i kortbana, Herning 2013, tog Johansson brons på 50 meter och 100 meter bröstsim. Hon deltog även i det svenska damlaget på 4×50 meter medley som tog silver. Vid långbane-EM i Berlin 2014 tog hon silver på både 50 meter och 100 meter bröstsim. Jennie Johansson deltog i Berlin även i Sveriges lagkappslag på 4×100 meter medley där det blev silver.
Under sim-VM i Kazan 2015 vann Johansson ett sensationellt guld på 50 meter bröstsim, och bara en timme senare fanns hon med i det svenska lagkappslag som tog ett lika överraskande silver på 4x100 meter medley. Laget slog dessutom nytt europarekord.